# MGM Grand

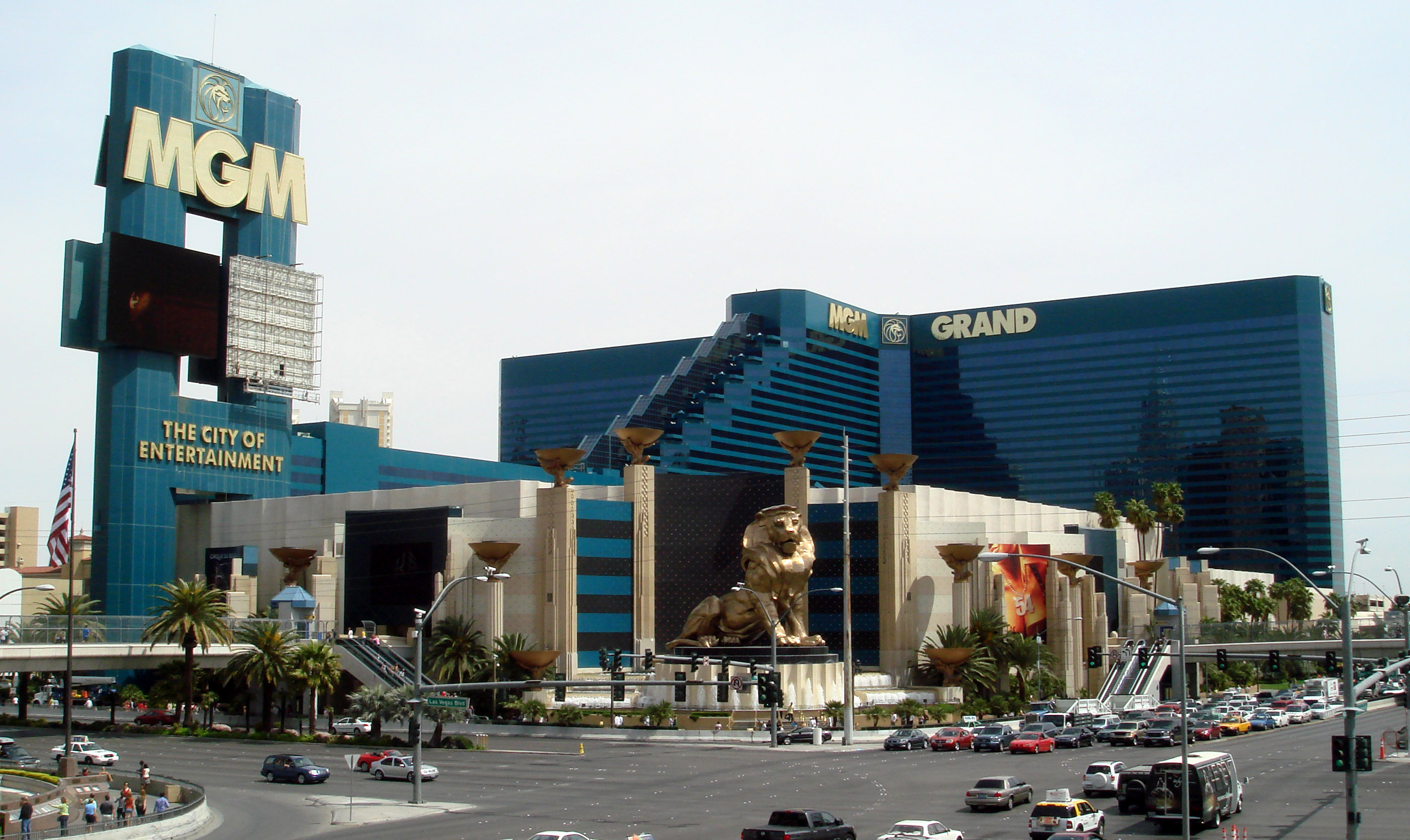
Казино MGM Grand днём

«MGM Grand Las Vegas» — гостинично-развлекательный комплекс в Лас-Вегасе. Принадлежит гостиничной сети «MGM Resorts International», которая была основана Кирком Керкоряном, владельцем киностудии «MGM».
Комплекс был открыт 18 декабря 1993 года как крупнейший отель во всей Америке — 6852 номера (сейчас по этому показателю занимает четвёртое место в мире). Высота главного здания составляет 89 метров (30 этажей). У входа посетителей встречает фирменный лев киностудии «MGM». Внутри имеется вольер со львами.
Помимо самой гостиницы, в комплекс входят: 
казино на 16 тыс. м², 
выставочный центр на 35 тыс. м², 
стадион «MGM Grand Garden Arena», 
телестудия, 
ночной клуб «Студия 54», 
комедийный клуб «Brad Garrett's Comedy Club», 
16 ресторанов и прочее. 
Вместимость[чего?] 12 000 зрителей.